# Павел Грозданов (футболист)
Павел Грозданов е български футболист, треньор и ръководител.

## Кариера
Грозданов е сред основателите на Славия (София) и играе като защитник от създаването на тима през 1913 до 1926 г. През 1920 г. закратко е част от Атлетик (София). Освен това е член на управата на Славия и председател на клуба в периода 1917 – 1918 г. По образование е юрист, впоследствие работи като следовател в полицията.
Активен обществен деятел, той е сред първите инициатори (1915) за обединението на футболните клубове в столицата, член на техническата комисия на Софийската спортна лига (1921), съучредители на първата съдийска колегия (1922), оглавява футболния комитет при създадената през 1923 г. Българска национална спортна федерация (БНСФ) и остава на този пост до 1935 г. Основател е на съдийската колегия в родния си град Перущица. Освен това е делегат на ФИФА, когато България е приета за член на световната централа.
Той е отговорник и треньор на националния отбор (1924 – 1934) в 28 официални междудържавни срещи и вписва името си в големия успех през 1931 г., когато отборът спечелва купата в турнира на Балканските игри в София, както и в турнира в Белград през 1932 г. Грозданов води България като селекционер в периода 1927 – 1930, след това е помощник на Карой Немес и Ото Файст, а в 1932 – 1933 г. е отново начело на „трикольорите“. Грозданов не ръководи тренировките и подготовката, а отгоравя само за повиквателните и определянето на стартовия състав.
Под негова редакция са издадени (1919) правила за футбола, а заедно с предишния треньор на националния отбор Ото Файст написва първото ръководство по футбол през 1932 г.
Умира на 3 ноември 1939 г.